# 액션리서치

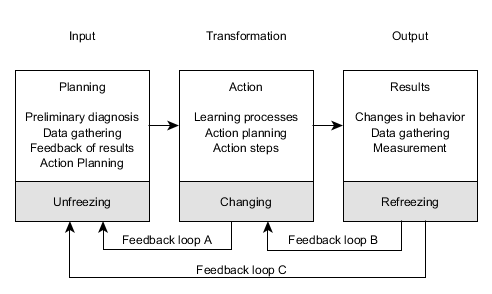
액션 리서치 프로세스의 시스템 모델

액션리서치(action research)는 보통 사회과학에 적용되는 연구의 철학 및 방법론이다. 액션을 취하고 연구를 진행하는 동시적 과정을 통해 변형적 변화를 추구한다. MIT의 교수 쿠르트 레빈은 1944년 "액션리서치"라는 용어를 처음 만들어냈다.

## 같이 보기
- 조직_개발#액션리서치_모형(Action_Research_Model)
- 액션러닝
- 디자인 리서치